# 1962 na Alemanha
Esta é uma cronologia dos fatos acontecimentos de ano 1962 na Alemanha.

## Eventos
- 1 de junho: Ex-tenente-coronel da Schutzstaffel, Adolf Eichmann, é executado após ser condenado por um tribunal israelense na prisão de Ramla.
- 10 de junho: A Seleção Alemã é eliminada nas quartas-de-final da Copa do Mundo de Futebol após uma derrota contra a Iugoslávia.
- 17 de agosto: O pedreiro Peter Fechter torna-se uma das vítimas a morrer ao tentar cruzar o Muro de Berlim.
- 4 a 9 de setembro: O presidente francês Charles de Gaulle faz uma visita para a República Federal da Alemanha.